# جيمس برادلي ثاير
جيمس برادلي ثاير (بالإنجليزية: James Bradley Thayer)‏ هو محامي أمريكي، ولد في 15 يناير 1831 في هافر هيل في الولايات المتحدة، وتوفي في 14 فبراير 1902.

## وصلات خارجية
- جيمس برادلي ثاير على موقع الموسوعة البريطانية (الإنجليزية)